# Kościół Narodzenia Pańskiego i św. Bartłomieja Apostoła w Krakowie
Kościół Narodzenia Pańskiego i św. Bartłomieja Apostoła – zabytkowy modrzewiowy kościół rzymskokatolicki znajdujący się w Krakowie, w dzielnicy XVIII Nowa Huta przy ul. Klasztornej 4, w Mogile. 
Do 1851 roku był to mogilski kościół parafialny. Nadzór klerycki sprawują cystersi. 

## Historia
Jan, biskup skutaryjski (Scodrinensis) i wikariusz dyecezyi krak., zawiadamia, że poświęcił kościół przy bramie klasztoru w Mogile pod wezwaniem ś. Bartłomieja wraz z ołtarzem i cmentarzem, tudzież nadał liczne odpusty odwiedzającym kościół – tyle wiadomo ze znajdującego się w klasztornym archiwum dokumentu datowanego na 2 listopada 1347 roku. Pierwsza wzmianka o kościele pojawia się w dokumentach w 1329 roku. Zbudowali go cystersi dla miejscowej ludności, nad którą sprawowali opiekę duszpasterską. 
Parafia zawdzięcza wiele rodowi Odrowążów. Krakowski biskup Iwo Odrowąż był fundatorem klasztoru i sprowadził Cystersów do Mogiły. Biskup Jan Prandota herbu Odrowąż, dokumentem z 14 maja 1266 roku, wydanym w Krakowie, oddał klasztorowi w Mogile parafię kościoła św. Bartłomieja wraz z jego uposażeniem i nadał dziesięciny dla klasztoru. 
W 1434 roku kardynał Zbigniew Oleśnicki nadał 40 dni odpustu wiernym odwiedzającym kościół św. Bartłomieja i kościół klasztorny w Mogile. Dokumentem z 12 maja 1442 roku zezwolił zakonnikom mogilskim udzielać sakramentów chrztu i małżeństwa w kościele parafialnym św. Bartłomieja w Mogile.
W roku 1466 – być może po pożarze – kościół został wzniesiony na nowo. Na polecenie opata Piotra Hiszberga z Biecza budowę prowadził królewski cieśla i snycerz Maciej Mączka. Przypomina o tym dedykacja, wyrzeźbiona w dębowym, bogato zdobionym dekoracją roślinną, ostrołukowym, gotyckim portalu kościoła: [SUB] ANNO. DOMINI. MCCCC. LXVI. AD HON [OREM DEI ET] REGINE. COELORUM. MTHIAS. MANCZKA. F.. Kościół był jednonawowy, przykryty gontem od dachu aż po podmurówkę. Uroczystej konsekracji dokonał biskup Jan Rzeszowski w 1475 roku. 
Około 1740 roku dokonano gruntownej przebudowy i modernizacji kościoła. Istniejący gotycki układ przestrzenno-konstrukcyjny nie został jednak naruszony. Pozostały ostrołukowe arkady profilowane, wsparte na fazowanych, a częściowo profilowanych słupach, które dzielą wnętrze na nawę główną i nawy boczne kościoła. Bryle kościoła nadano modny kształt krzyża łacińskiego. Dobudowano kaplice boczne i uzyskano rzut zbliżony do transeptu. Dobudowana została piętrowa zakrystia. Usunięto gont z dolnej części, pokrywając ją deskowaniem. W 1839 roku dobudowano dwa przedsionki – boczny i główny.
Kościół ten to jeden z najcenniejszych zabytków architektury drewnianej w Polsce.

## Wygląd i wnętrze
Najstarszy kościół drewniany w Polsce o trzech nawach w układzie halowym. Ten układ przestrzenny stanowi wielką rzadkość wśród drewnianych kościołów gotyckich. Jest kościołem orientowanym, prezbiterium zamknięte wielobocznie. W południowej nawie bocznej zachowały się ostrołukowe odrzwia gotyckie bogato dekorowane motywami roślinnymi, z herbem Odrowąż, datą wykonania 1466 oraz sygnaturą i podpisem twórcy, którym był Maciej Mączka.
Polichromia zdobiąca wnętrze pochodzi z 1766 roku, jest rokokowa, z elementami dekoracji architektonicznej, medalionami z portretami biskupów (np. Iwo Odrowąż, Jan Prandota, Zbigniew Oleśnicki), świętych i uczonych związanych z Mogiłą oraz herbami Odrowąż, Radwan czy Abdank. Na suficie przedstawiono św. Bernarda klęczącego przed Matką Boską. W prawej kaplicy sufit zdobi polichromia obrazująca wstąpienie do nieba św. Bartłomieja. Towarzyszący mu aniołowie mają w rękach zakrwawione noże, co ma symbolizować uwolnienie go ‘do nieba’ przez oprawców którzy obdarli go ze skóry.
Ołtarz główny z obrazem św. Bartłomieja, namalowanym przez ks. Józefa Kaczmarczyka w latach 20. XX wieku, uzupełnia malowidło iluzjonistyczne z 1770 roku przedstawiające postacie św. Piotra i Pawła. Wcześniejszy obraz św. Bartłomieja z ołtarza głównego jest przechowywany w archiwum muzeum diecezjalnego, bowiem realistyczna scena męczeństwa świętego okazała się zbyt krwawa dla wiernych. W bocznych rokokowych ołtarzach uwagę zwraca obraz św. Izydora w stroju polskim oraz Matka Boska z Dzieciątkiem na półksiężycu. 
W kaplicy południowej znajduje się barokowy ołtarz Matki Bożej oraz rokokowy ołtarz Matki Bożej Różańcowej, z obrazem św. Anny Samotrzeciej, zaś w kaplicy północnej również barokowy ołtarz z obrazem Matki Bożej Bolesnej (kopia z 70. lat XX w.) oraz rokokowy ołtarz św. Izydora – rolnika.
Całości wyposażenia dopełnia rokokowa ambona i drewniana chrzcielnica (z drewnianą, imitującą kamień podstawą pochodzącą z jednej z kolumn kościoła) prawdopodobnie z XVI wieku.
Kościół otoczony jest drewnianym ogrodzeniem, trójbramna dzwonnica pochodzi z 1752 r. Od roku 1347 wokół kościoła istniał przykościelny cmentarz, czynny do 1836 roku. Wtedy założono poza zabudowaniami wsi nowy Cmentarz Mogilski.
Kościół jest jednym z obiektów Trasy Krakowskiej Otwartego Szlaku Architektury Drewnianej.
W sierpniu 2017 roku przeprowadzono fumigacje obiektu, sfinansowaną w 75% przez Społeczny Komitet Odnowy Zabytków Krakowa . W drewnianych elementach świątyni żerowały owady – szkodniki m.in. chrząszcze: spuszczel pospolity i kołatek domowy. Konserwatorska interwencja polegała na szczelnym przykryciu obiektu folią i wpuszczeniu do środka gazu .

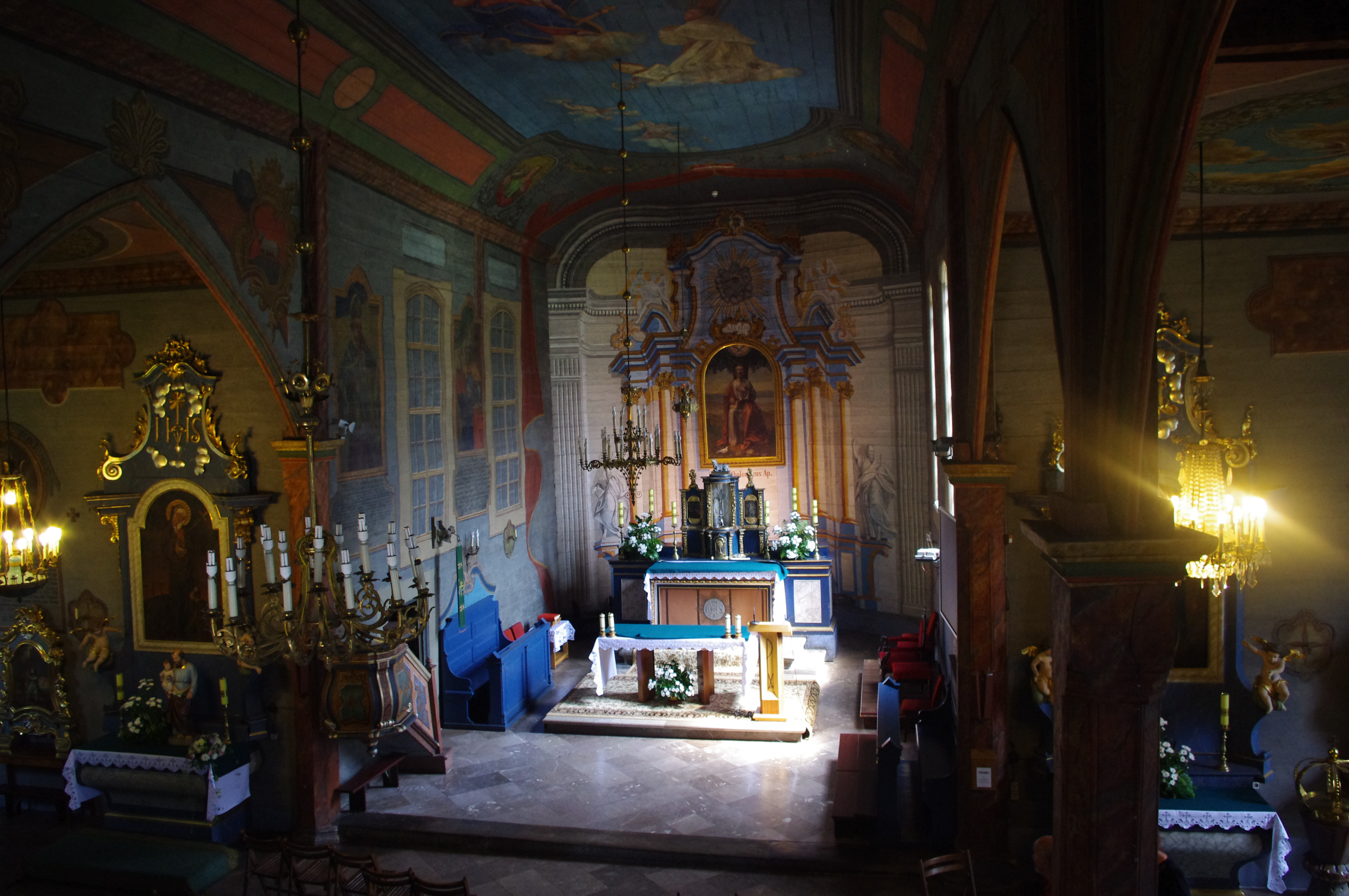
Wnętrze kościoła
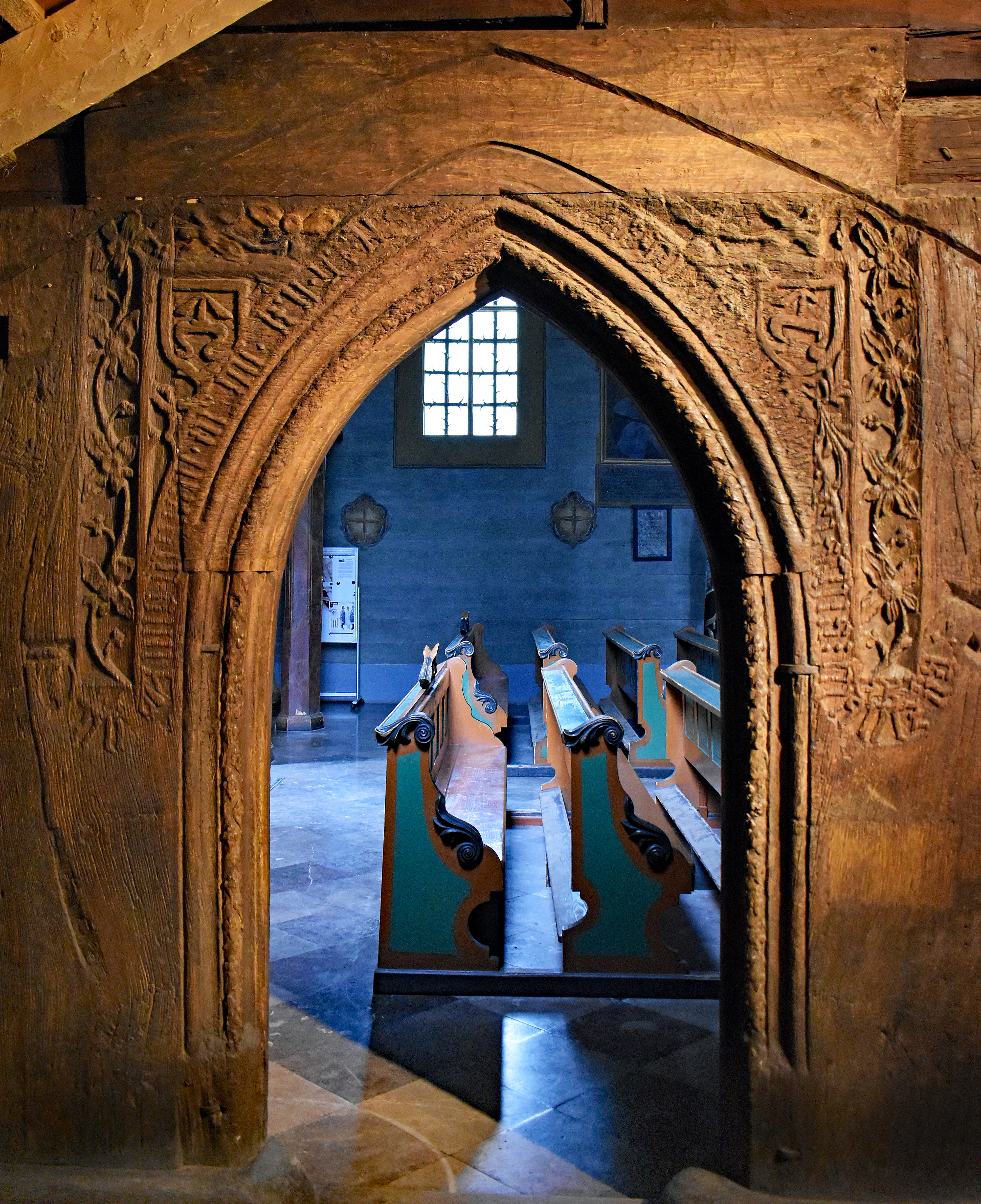
Gotycki, drewniany (dębowy) portal w południowej kruchcie
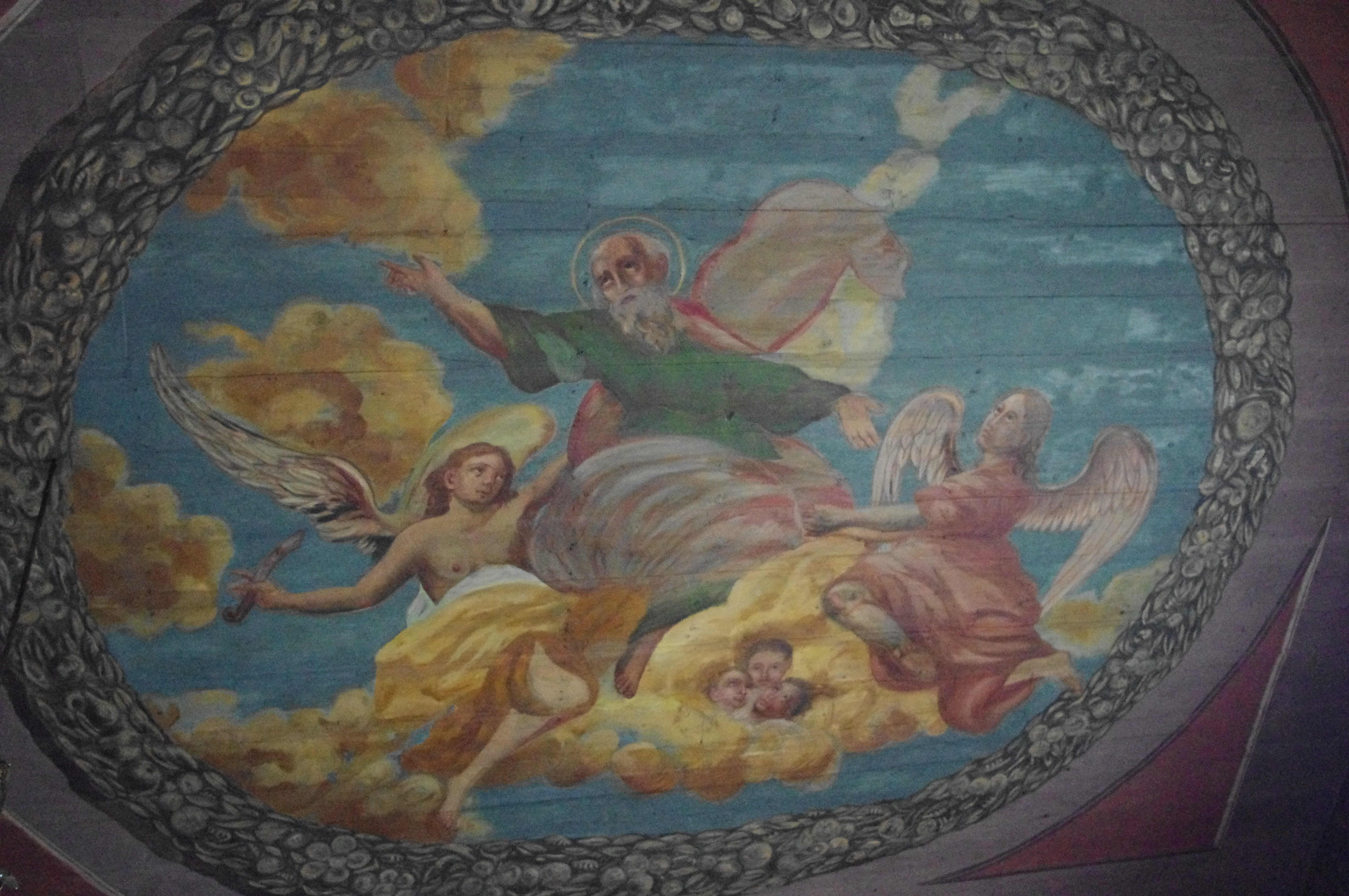
Polichromia stropu: św. Bartłomiej idzie do nieba; obok anioły z zakrwawionymi nożami
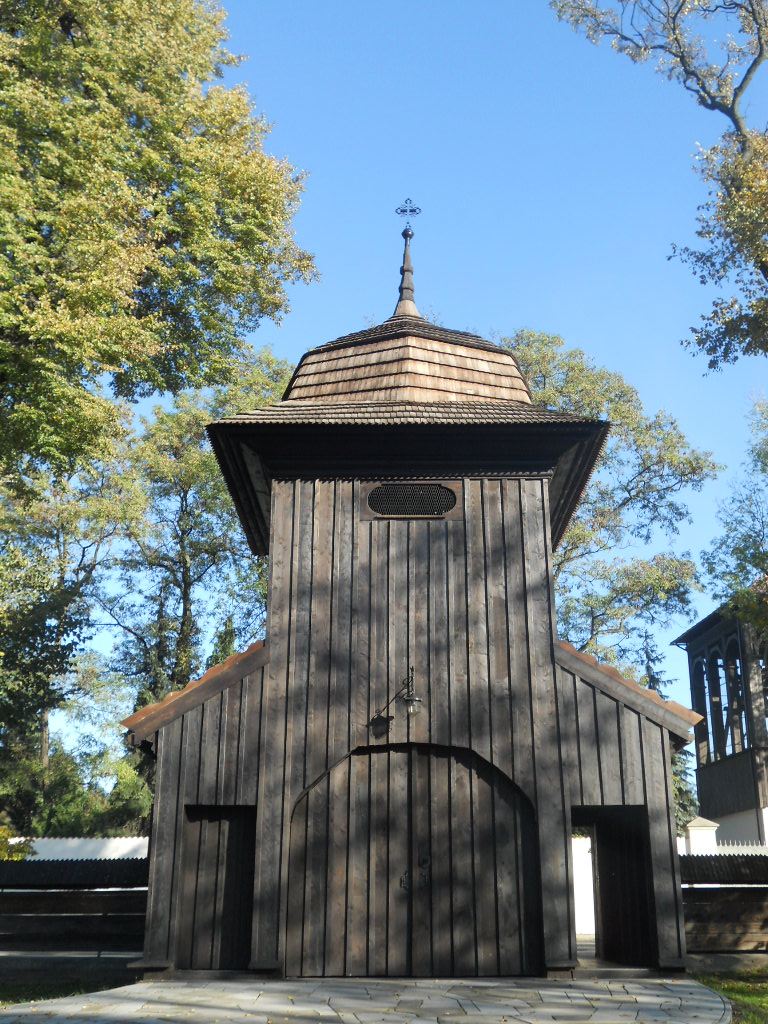
Dzwonnica i brama na teren kościelny
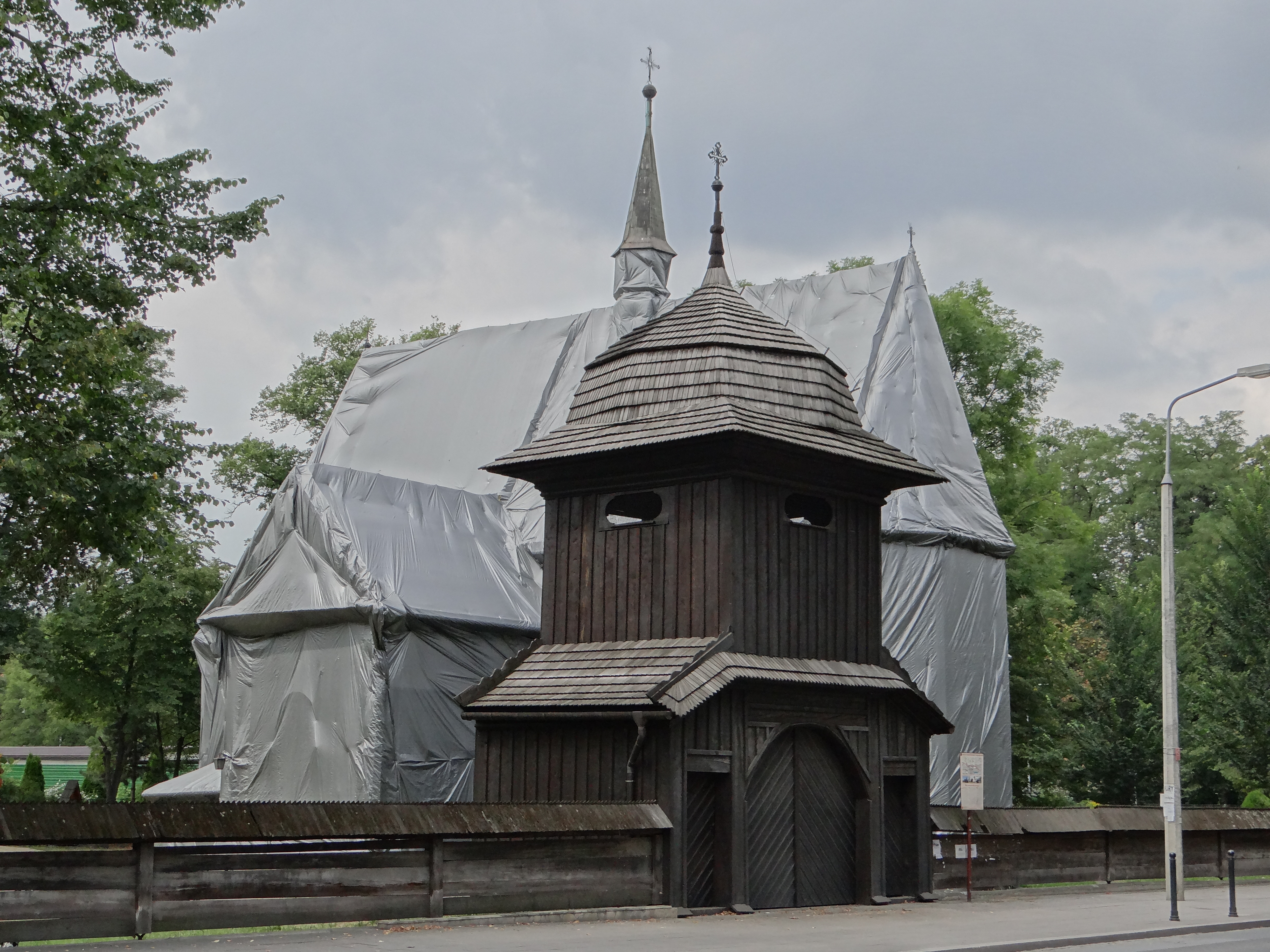
Kościół podczas fumigacji w 2017 roku
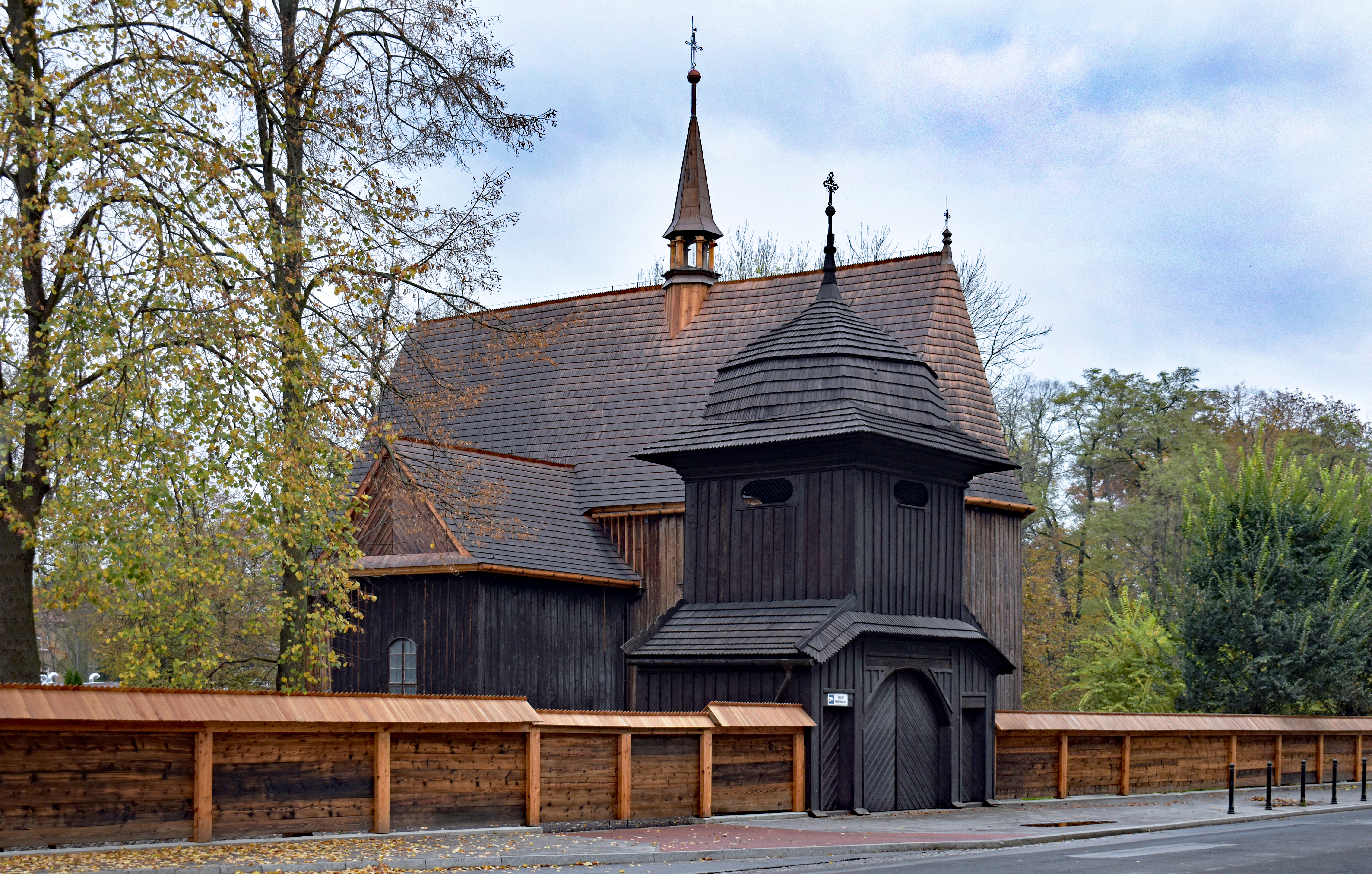
Kościół i dzwonnica po remoncie, widziane z ul. Klasztornej
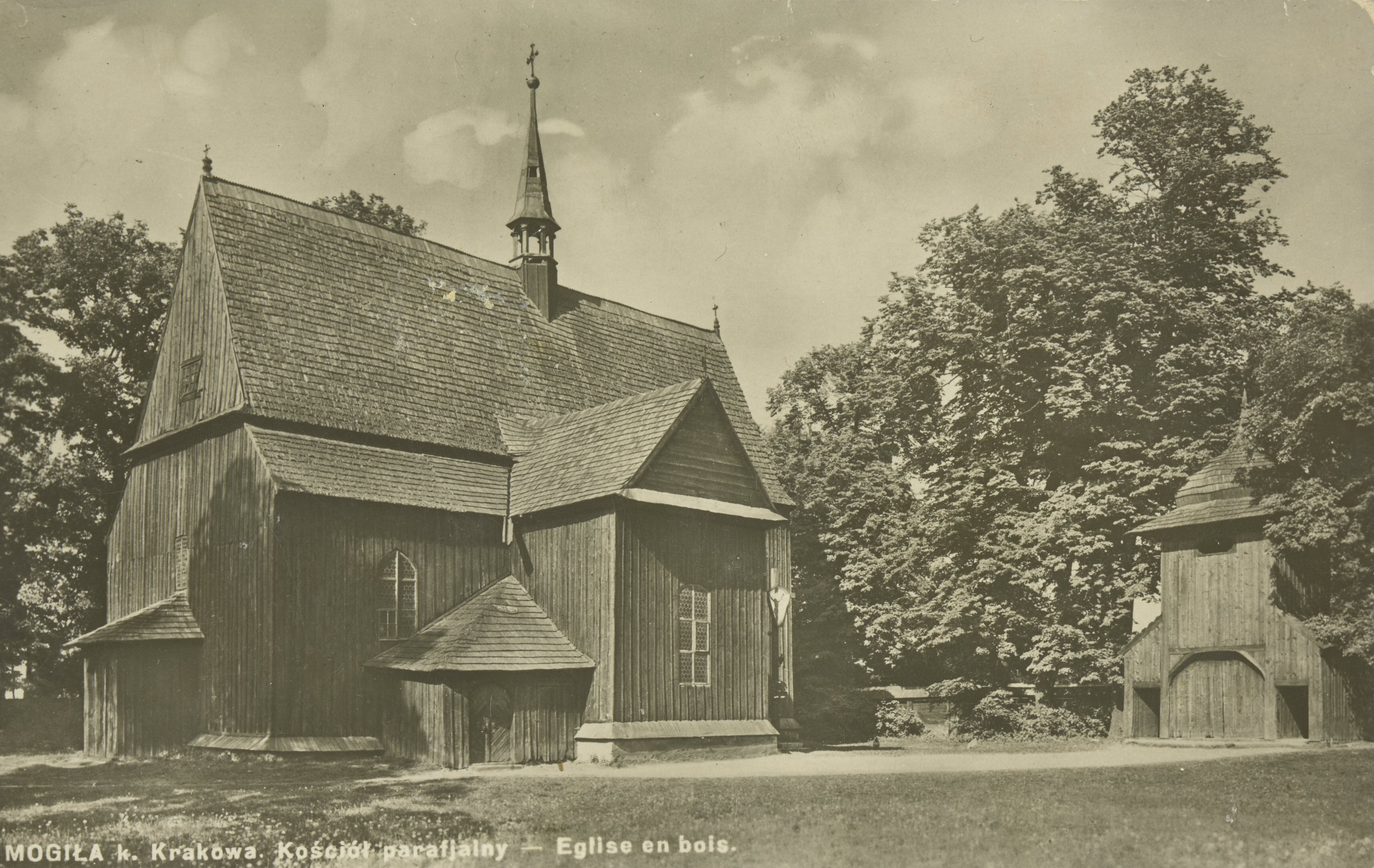
Widok kościoła w dwudziestoleciu międzywojennym

## Odpust
- 24 sierpnia – św. Bartłomieja